# Самоізоляція
Самоізоля́ція (англ. Self-isolation) — це ефективний запобіжний захід для захисту оточуючих (члени родини, друзі, колеги) від зараження COVID-19. Це означає вжиття простих, здорових кроків для максимального уникнення тісного контакту з іншими людьми, як це було б із вірусом сезонного грипу. 
Вживання цих заходів допоможе захиститись від COVID-19 та інших поширених інфекційних захворювань.
Наскільки це можливо, у режимі самоізоляції слід обмежити контакти з іншими людьми, крім членів сім'ї/супутників. Слід уникати відвідувачів вашого дому, крім друзів, родини та водіїв доставки, добре відмовитись від доставки їжі та техніки. 
Якщо ви перебуваєте в будинку, де решта мешканців не подорожували в небезпечні зони або не були в тісному контакті з підтвердженим випадком COVID-19, вам слід звести до мінімуму тісний контакт з ними, уникаючи ситуацій, коли у вас є особистий контакт ближче 2 метрів і довше 15 хвилин. Інші мешканці домогосподарств не потребують самоізоляції за умови дотримання цих запобіжних заходів.
Не слід ділитися посудом, келихами для пиття, чашками, рушниками, подушками чи іншими предметами з іншими людьми у вашому домі. Після використання цих предметів слід ретельно вимити їх з милом, помістити в посудомийну машину для чищення або випрати в пральній машині.
Зі спалахом пандемії коронавірусної хвороби 2019 самоізоляція рекомендується як спосіб уникнути розповсюдження хвороби в багатьох країнах.

## Карти дотримання самоізоляції (Україна, COVID-19)
Київстар створив карту дотримання самоізоляції (індекс самоізоляції). Станом на 14 квітня найвищий показник самоізоляції у таких 5 містах України:
1. Івано-Франківськ 51,85%;
2. Київ 45,09%;
3. Тернополь 42,68%;
4. Львів 41,39%;
5. Чернівці 41,31%.

Міністерство цифрофої інформації (Мінцифри) розробило мапу випадків порушення самоізоляції. Про це 9 квітня 2020 року повідомив у телеграм-каналі голова Мінцифри Михайло Федоров. Мапу можуть використовувати лише РНБО та МОЗ. Дані взяті від 3 мобільних операторів України — Kyivstar, lifecell, Vodafone Ukraine. Зібрані дані від 600 тис чоловік, що повернулися з-за кордону.